# Chiesa di Nostra Signora della Misericordia (Pietermaritzburg)
La chiesa della Madonna della Misericordia (conosciuta anche come Chiesa italiana dei prigionieri di guerra) è un edificio sacro che si trova sulla Durban Road nella frazione di Epworth a Pietermaritzburg nel KwaZulu-Natal in Sudafrica.
La Chiesa è stata costruita dai prigionieri di guerra italiani tra il 1943 e il 1944. Gli uomini erano detenuti nel Campo 4, situato nella periferia di Pietermaritzburg.

## Storia
La chiesa fu consacrata il 19 marzo 1944 ma abbandonata alla fine della guerra. In seguito fu usata dai vagabondi fino a quando un incendio la danneggiò e ne distrusse il tetto. Fu restaurato negli anni '60 con i fondi forniti dal consolato italiano. Nel 1977 divenne monumento nazionale sudafricano e donata al Consiglio dei Monumenti del comune.
Nel 1998 la chiesa venne consegnata a Ciro Vacca, uno degli italiani che aveva costruito la chiesa a nome dell'associazione dei reduci del campo. 
Nel 2005, il governo italiano ha assegnato 1,5 milioni di dollari sudafricani per la sistemazione della chiesa. Nel luglio del 2008 sul terreno retrostante la chiesa di Nostra Signora della Misericordia è stato il trasferire del cimitero militare italiano a Hillary. sono stati traslati degli italiani travolti dal naufragio della RSM Nova Scotia e le spoglie dei 35 militari italiani deceduti in prigionia fra il 1941 e 1946 il 28 novembre 1942. Nella stessa area è prevista la creazione di un museo per commemorare i prigionieri di guerra.
Alle spalle della chiesa vi è un monumento alla memoria realizzato dai superstiti rifugiati in Mozambico.